# Социалшовинизъм
Социалшовинизмът е течение в социалдемокрацията, оформило се малко преди и по време на Първата световна война. Обявява се за „защита на отечеството“, за класов мир с буржоазията на съответната държава, за подкрепа на правителството. Отрича тезата на марксистите за империалистическия характер на войната, смята, че тя има прогресивна насоченост.
Идеологическият сблъсък на социалшовинизма на реформистите с пролетарския интернационализъм на болшевиките води до разцеплението на Втори интернационал.
В България последовател на социалшовинизма е БРСДП (ш.с.), която участва в правителството на Александър Малинов по време на войната.